# Campionat del Món de ciclisme en ruta femení sub-23
El Campionat del món de ciclisme en ruta femení sub-23 és una de les curses ciclistes que formen part dels Campionats del món de ciclisme en ruta. La cursa s'acostuma a desenvolupar-se al final de la temporada ciclista ordinària.
La primera edició es va córrer al 2022 i és una cursa reservada a ciclistes menors de 23 anys. A partir de 2025 està previst que es disputin de forma separada; de moment es competeix dins de la mateixa cursa del Campionat del Món de ciclisme en ruta femení
És una competició organitzada per la Unió Ciclista Internacional i es disputa anualment en un país diferent. La prova es realitza en un circuit, i excepcionalment, per l'equip nacional (els ciclistes durant la resta de l'any participen sota el seu equip de marca).

## Campionat del Món en línia
| Any  | Ciutat          | Or                       | Plata                    | Bronze                    |
| 2022 | Wollongong, AUS | Niamh Fisher-Black (NZL) | Pfeiffer Georgi (GBR)    | Ricarda Bauernfeind (GER) |
| 2023 | Glasgow, SCO    | Blanka Vas (HUN)         | Shirin van Anrooij (NED) | Anna Shackley (GBR)       |
| 2024 | Zúric, SUI      | Puck Pieterse (NED)      | Neve Bradbury (AUS)      | Antonia Niedermaier (GER) |

## Classificació per país
| Posició | País          | Or | Plata | Bronze | Total |
| 1       | Països Baixos | 1  | 1     | 0      | 2     |
| 2       | Nova Zelanda  | 1  | 0     | 0      | 1     |
| 2       | Hongria       | 1  | 0     | 0      | 1     |
| 4       | Regne Unit    | 0  | 1     | 1      | 2     |
| 5       | Austràlia     | 0  | 1     | 0      | 1     |
| 6       | Alemanya      | 0  | 0     | 2      | 2     |